# (7323) Robersomma
(7323) Robersomma (1979 SD9) – planetoida z pasa głównego asteroid okrążająca Słońce w ciągu 5,75 lat w średniej odległości 3,21 j.a. Odkryta 22 września 1979 roku.